# 機場第三航廈站
機場第三航廈站是台灣桃園捷運機場線的一座興建中車站，位於桃園市大園區，與桃園國際機場第三航廈互相聯絡。本站有待第三航廈興建工程完成後，才開放使用，預計於2027年啟用。

## 車站概要
第三航廈啟用後，預辦登機行李由機場第二航廈站轉至本站處理。本站車站編號為A14。

## 歷史
最早在中華民國交通部高速鐵路工程局於2003年9月18日完成的《臺灣桃園國際機場聯外捷運系統建設計畫規劃報告書》就已包含有機場第三航廈站的規畫，並獲得行政院於2004年以院台交字第0930011092號函核定。:1
然而，配合桃園國際機場第三航廈的期程，2004年行政院核定、2006年陸續動工的機場第三航廈站僅編列新台幣11.34億興建軌道月台層及預留穿堂層結構－－稱為「第一期車站結構體」，並另編列6.83億以預留給後續興建的前置作業，直至桃園國際機場第三航廈於2015年3月6日獲得行政院以院台交字1040009869號函核定，預定第三航廈於2021年完工後，交通部鐵道局才據此繼續推動機場第三航廈站的興建，並提報「機場捷運增設第三航廈站計畫」予行政院審查。:1~2:12
由於機場第三航廈站與桃園國際機場第三航廈共構，交通部鐵道局已經將機場第三航廈站站體結構部分委託桃園國際機場公司於興建第三航廈時一併辦理，於2017年6月開工、預計於2019年3月交付交通部鐵道局:7；由交通部鐵道局辦理的建築裝修工程預計於2019年至2020年間進行；機電系統則預計於2020年3月後開始安裝，全站預計於2027年通車營運:23。機場第三航廈站的後續興建被納入前瞻基礎建設計畫辦理，由該計畫支應47.74億的預算:25。

## 車站構造
本站設有1座島式月台、側式月台2座，並設有全高式月台門。:18

### 車站樓層
| 地面      | 機場                             | 出入口                                             |
| 地下 一樓 | 大廳層                           | 車站大廳、詢問處、自動售票機、驗票閘門、機場連通道 |
| 地下 二樓 | 側式月台（普通車月台），右側開門 | 側式月台（普通車月台），右側開門                   |
| 地下 二樓 | ①號月台                          | ← 機場線 普通車 往老街溪方向（機場旅館站）         |
| 地下 二樓 | ②號月台                          | ← 機場線 直達車 終點站方向（高鐵桃園站）           |
| 地下 二樓 | 島式月台（直達車月台），左側開門 |                                                    |
| 地下 二樓 | ③號月台                          | 機場線 直達車 往台北方向（機場第二航廈站）→        |
| 地下 二樓 | ④號月台                          | 機場線 普通車 往台北方向（機場第二航廈站）→        |
| 地下 二樓 | 側式月台（普通車月台），右側開門 |                                                    |

## 外部連結
- 桃園大眾捷運股份有限公司->乘車指南->路網圖（繁體中文）